# 現代錦標賽
現代錦標賽（Hyundai Tournament of Champions）是PGA巡迴賽每年第一個賽事，開始於1953年，只有上一年獲得賽事冠軍的球員才能參加這項比賽。在2013年之前，該賽事是PGA巡迴賽每個賽季的第一項賽事。

## 外部連結
- Coverage on the PGA Tour's official site （页面存档备份，存于）

21°00′05″N 156°39′15″W / 21.00139°N 156.65417°W